# دالي مولهولاند
دالي مولهولاند (بالإنجليزية: Dale Mulholland)‏ (16 أغسطس 1964 في الولايات المتحدة - ) هو لاعب كرة قدم أمريكي في مركز الوسط. لعب مع دوكلا براغ ولوكوموتيف موسكو وSeattle Sounders (1994–2008) ‏ وOrlando Lions ‏ وميامي فريدوم ‏.

## وصلات خارجية
- دالي مولهولاند على موقع قاعدة بيانات كرة القدم.إي يو (الإنجليزية)
- دالي مولهولاند على موقع عالم كرة القدم.نت (الإنجليزية)